# Bóng chuyền tại Đại hội Thể thao Đông Nam Á 2023 - Bãi biển
Bóng chuyền bãi biển tại Đại hội Thể thao Đông Nam Á 2023 diễn ra từ ngày 11 đến ngày 16 tháng 5 năm 2023, nhà thi đấu Olympic, Phnôm Pênh, Campuchia.

## Bảng huy chương
| Hạng               | Đoàn               | Vàng | Bạc | Đồng | Tổng số |
| ------------------ | ------------------ | ---- | --- | ---- | ------- |
| 1                  | Thái Lan           | 1    | 1   | 0    | 2       |
| 1                  | Indonesia          | 1    | 1   | 0    | 2       |
| 3                  | Việt Nam           | 0    | 0   | 1    | 1       |
| 3                  | Philippines        | 0    | 0   | 1    | 1       |
| 5                  | Campuchia          | 0    | 0   | 0    | 0       |
| Tổng số (5 đơn vị) | Tổng số (5 đơn vị) | 2    | 2   | 2    | 6       |

## Huy chương
| Sự kiện | Vàng | Bạc                                                                             | Đồng                                                                                        |
| ------- | --- | ------------------------------------------------------------------------------- | ------------------------------------------------------------------------------------------- |
| Nam     | Indonesia · Gilang Ramadhan · Danangsyah Pribadi · Mohammad Ashfiya · Bintang Akbar                                         | Thái Lan · Surin Jongklang · Dunwinit Kaewsai · Pithak Tipjan · Poravid Taovato | Philippines · Jude Garcia · James Buytrago · Alnakran Abdilla · Jaron Requinton             |
| Nữ      | Thái Lan · Taravadee Naraphornrapat · Worapeerachayakorn Kongphopsarutawadee · Varapatsorn Radarong · Tanarattha Udomchavee | Indonesia · Dhita Juliana · Desi Ratnasari · Nur Sari · Yokebed Purari          | Việt Nam · Đinh Thị Mỹ Nga · Nguyễn Lê Thị Tường Vy · Nguyễn Thị Thanh Trâm · Châu Ngọc Lan |